# Ubaitaba
Ubaitaba es un municipio brasileño del estado de Bahía. Su población estimada en 2022 era de 17.596 habitantes.

## Historia
La región era, primitivamente, habitada por los indios tupiniquins. En el siglo XVIII, con el desarrollo de la Capitanía de São José de los Islotes, se establecieron haciendas en el litoral de esta vasta región. El topónimo Ubaitaba, conferido en 1933, resulta de la unión de los vocábulos indígena "ubá", que significa canoa pequeña "y", río, y "taba", aldea o ciudad. Según historiadores, significa "ciudad", donde el transporte se realiza por canoas pequeñas.